# Општина Боксиг (Арад)
Боксиг (рум. Bocsig) општина је у Румунији у округу Арад.
Oпштина се налази на надморској висини од 116 m.